# أغنيس الرومانية

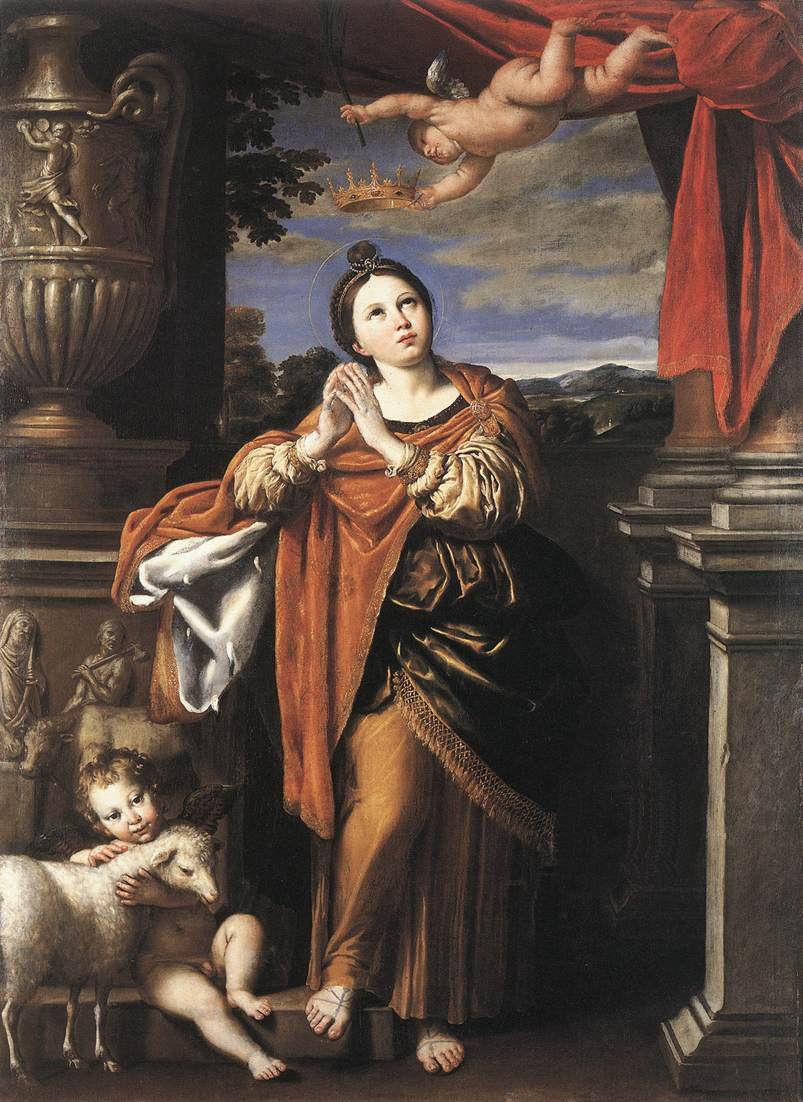
القديسة أغنيس الرومانية

القديسة أغنيس الرومانية (بالإنجليزية: Agnes of Rome) وهي قديسة عذراء شهيدة ومبجلة في الكنيسة الرومانية الكاثولكية والكنيسة الأرثوذكسية الشرقية والمجموعة الأنجليكانية واللوثرية، وهي واحدة من 7 نساء مطوبة في المسيحية مع مريم العذراء وهي قديسة شفيعة للعفة وزراعة الحدائق و الفتيات و المخطوبين و ضحايا اغتصاب و العذارى وتشتهر في رسوماتها مع حمل ومن كلمة الحمل باللغة اللاتينية agnus، ولدت في سنة 291 وماتت قتلاً في سنة 304 في عمر 13 سنة فقط ويحتقل بذكراها في يوم 21 يناير.